# Banova Jaruga
Banova Jaruga – wieś w Chorwacji, w żupanii sisacko-moslawińskiej, w mieście Kutina. W 2011 roku liczyła 665 mieszkańców.
Jest położona na terenie Posawia i Slawonii, 11 km na południowy wschód od Kutiny. Leży niedaleko sztucznego zbiornika wodnego o tej samej nazwie. Przebiega przez nią droga Kutina – Novska; ma także dostęp do sieci kolejowej, ze stacją Banova Jaruga. Lokalna gospodarka oparta jest na rolnictwie i usługach.